# Mommenheim
Pour l’article homonyme, voir Mommenheim (Allemagne).

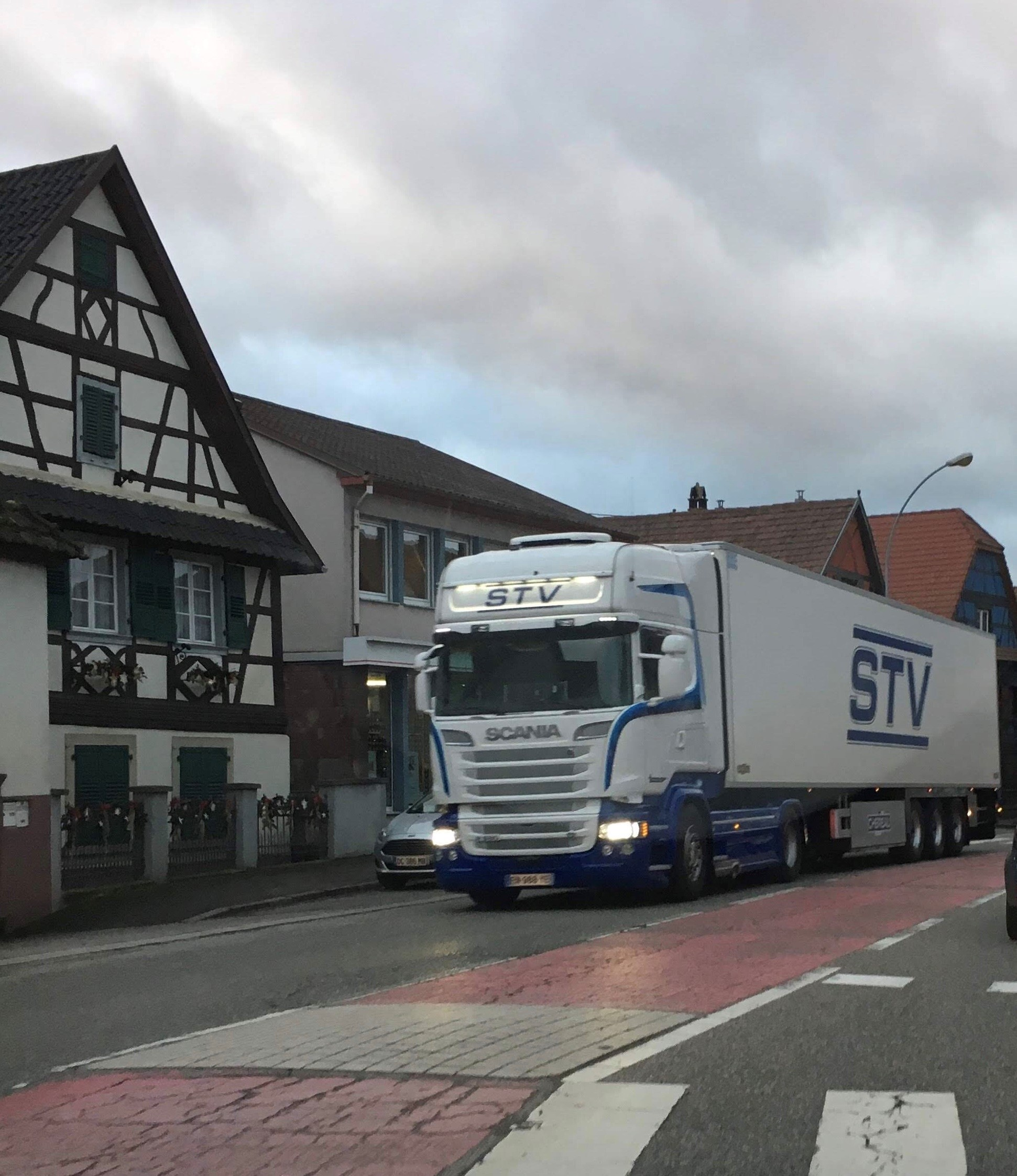
Mommenheim, rue du Gal-Leclerc.

Mommenheim (Mommle en alsacien) est une commune française située dans la circonscription administrative du Bas-Rhin et, depuis le 1er janvier 2021, dans le territoire de la Collectivité européenne d'Alsace, en région Grand Est. Cette commune relève depuis le 1er janvier 2017 de la Communauté d'Agglomération de Haguenau.
Cette commune se trouve dans la région historique et culturelle d'Alsace. Ses habitants se nomment les Mommenheimois et sont surnommés "d'Fasselrìdder" (les chevaucheurs de tonneaux).

## Géographie

### Localisation
La commune de Mommenheim se situe a une altitude de 160 mètres environ, et s'étend sur 8,1 km2. Le village est situé dans la vallée de la Zorn, sur la RD 421. Mommenheim se trouve également à la jonction de deux lignes de chemin de fer : Strasbourg - Sarreguemines et Strasbourg - Saverne. 60 000 trains transitent chaque année par Mommenheim.

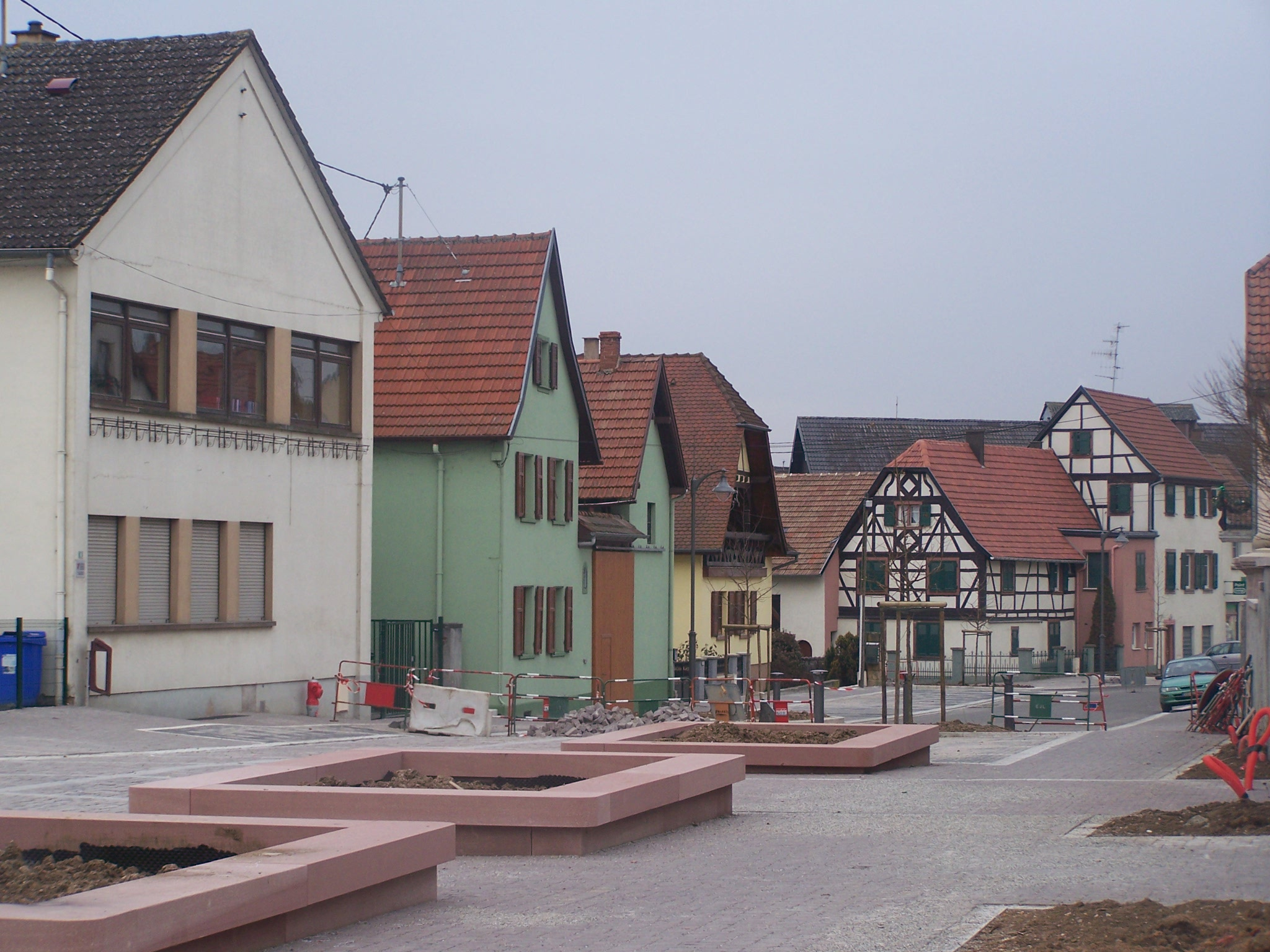
Un quartier de la commune en hiver
(début janvier).

Située à proximité d'une entrée d'autoroute (A4), Mommenheim est traversée chaque jour par près de 15 000 véhicules, dont 1 500 poids-lourds. Ce chiffre  est dû à la présence d'un péage autoroutier sur la commune de Schwindratzheim qui entraine le report massif des véhicules sur la RD 421. Depuis 2011, un arrêté préfectoral interdit la circulation des poids-lourds d'un tonnage supérieur à 7,5 tonnes sur la commune ainsi que sur les communes voisines de Schwindratzheim et Hochfelden. Cet arrêté n'est cependant pas respecté. Le passage répété de ces poids-lourds a entraîné une dégradation nette de la voirie dans la ville.

### Communes limitrophes
| Minversheim         | Wittersheim | Hochstett              |
| Schwindratzheim     | Mommenheim  | Wahlenheim Bernolsheim |
| Waltenheim-sur-Zorn | Wingersheim | Krautwiller            |

### Hydrographie

#### Réseau hydrographique
La commune est dans le bassin versant du Rhin au sein du bassin Rhin-Meuse. Elle est drainée par la Zorn, le ruisseau le Minversheimerbach, le ruisseau le Gebolsheimerbach, le ruisseau le Rissbach, le ruisseau le Mattgraben et le ruisseau le Straenggraben,.
La Zorn, d'une longueur totale de 96,7 km, prend sa source dans la commune de Walscheid et se jette  dans le canal de la Marne au Rhin à Rohrwiller, après avoir traversé 34 communes. Les caractéristiques hydrologiques de la Zorn sont données par la station hydrologique située sur la commune. Le débit moyen mensuel est de 5,36 m3/s. Le débit moyen journalier maximum est de 143 m3/s, atteint lors de la crue du 26 mai 1983. Le débit instantané maximal est quant à lui de 132 m3/s, atteint le 18 mai 2024.

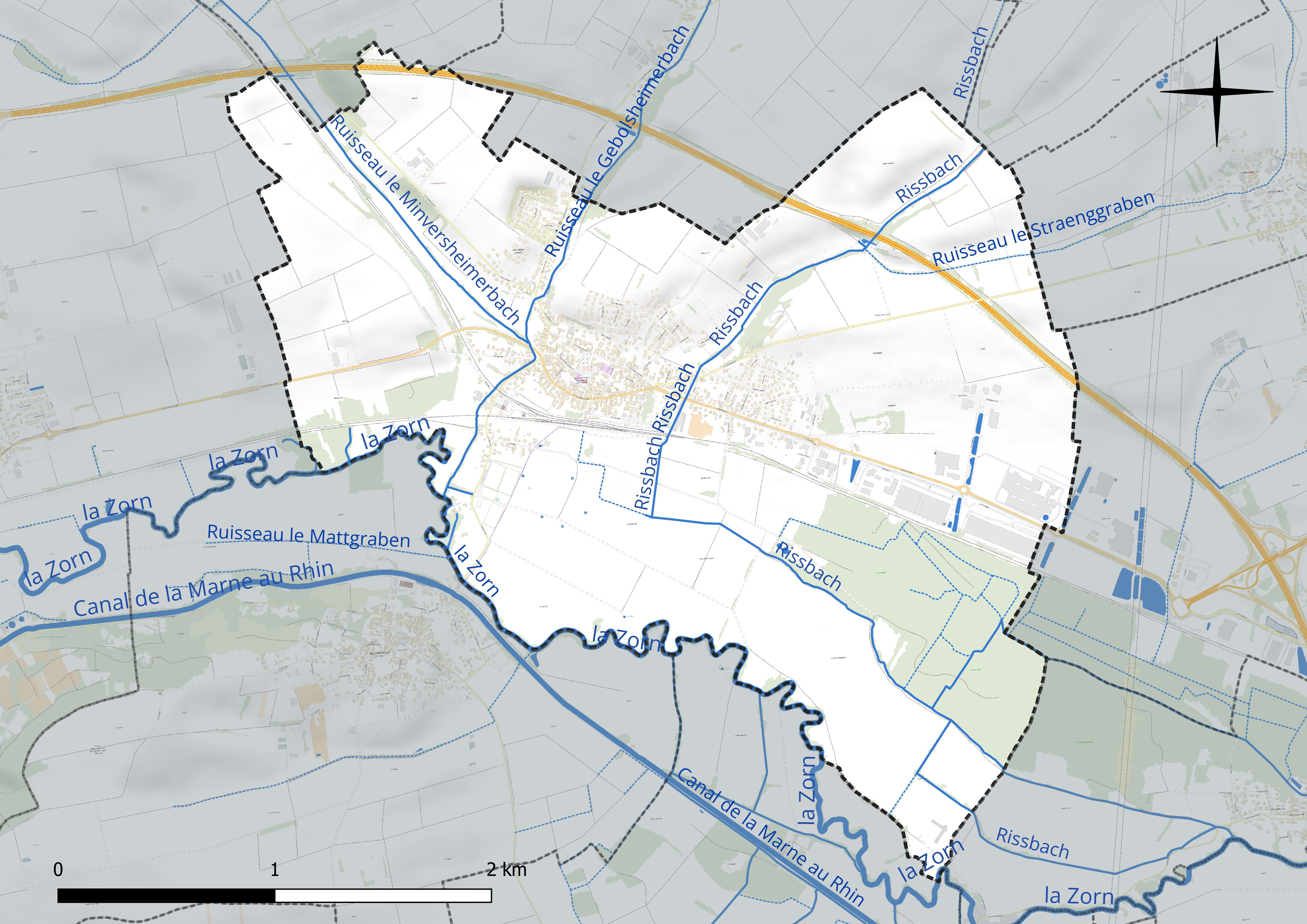
Réseau hydrographique de Mommenheim.

Le Minversheimerbach, d'une longueur de 11 km, prend sa source dans la commune de Buswiller et se jette  dans la Zorn sur la commune, après avoir traversé cinq communes.

#### Gestion et qualité des eaux
Le territoire communal est couvert par le schéma d'aménagement et de gestion des eaux (SAGE) « Ill Nappe Rhin ». Ce document de planification concerne la nappe phréatique rhénane, les cours d'eau de la plaine d'Alsace et du piémont oriental du Sundgau, les canaux situés entre l'Ill et le Rhin et les zones humides de la plaine d'Alsace. Le périmètre s’étend sur 3 596 km2. Il a été approuvé le 17 janvier 2005. La structure porteuse de l'élaboration et de la mise en œuvre est la région Grand Est.
La qualité des cours d’eau peut être consultée sur un site dédié géré par les agences de l’eau et l’Agence française pour la biodiversité.

### Climat
Pour des articles plus généraux, voir Climat du Grand Est et Climat du Bas-Rhin.
En 2010, le climat de la commune est de type climat des marges montargnardes, selon une étude du Centre national de la recherche scientifique s'appuyant sur une série de données couvrant la période 1971-2000. En 2020, Météo-France publie une typologie des climats de la France métropolitaine dans laquelle la commune est exposée à un climat semi-continental et est dans la région climatique Vosges, caractérisée par une pluviométrie très élevée (1 500 à 2 000 mm/an) en toutes saisons et un hiver rude (moins de 1 °C).
Pour la période 1971-2000, la température annuelle moyenne est de 10,6 °C, avec une amplitude thermique annuelle de 17,7 °C. Le cumul annuel moyen de précipitations est de 754 mm, avec 10,1 jours de précipitations en janvier et 10,1 jours en juillet. Pour la période 1991-2020, la température moyenne annuelle observée sur la station météorologique de Météo-France la plus proche, « Waltenheim-sur-zorn », sur la commune de Waltenheim-sur-Zorn à 2 km à vol d'oiseau, est de 11,3 °C et le cumul annuel moyen de précipitations est de 652,2 mm. 
La température maximale relevée sur cette station est de 38 °C, atteinte le 7 août 2015 ; la température minimale est de −14,9 °C, atteinte le 20 décembre 2009,,.
| Mois                                  | jan.           | fév.           | mars           | avril         | mai           | juin          | jui.          | août         | sep.          | oct.          | nov.          | déc.           | année      |
| ------------------------------------- | -------------- | -------------- | -------------- | ------------- | ------------- | ------------- | ------------- | ------------ | ------------- | ------------- | ------------- | -------------- | ---------- |
| Température minimale moyenne (°C)     | 0              | 0,3            | 3              | 6,9           | 10,2          | 13,8          | 15,5          | 14,8         | 11,5          | 8             | 3,9           | 0,9            | 7,4        |
| Température moyenne (°C)              | 2,3            | 3,1            | 6,8            | 11,7          | 15            | 18,7          | 20,7          | 19,7         | 16,2          | 11,5          | 6,3           | 3,1            | 11,3       |
| Température maximale moyenne (°C)     | 4,5            | 5,8            | 10,6           | 16,4          | 19,7          | 23,7          | 25,9          | 24,7         | 20,9          | 15,1          | 8,7           | 5,2            | 15,1       |
| Record de froid (°C) date du record   | −11,9 11.01.09 | −14,1 05.02.12 | −12,1 01.03.05 | −3,1 04.04.22 | 0,4 05.05.19  | 5,2 08.06.05  | 8,6 02.07.11  | 7,6 30.08.09 | 3,7 27.09.10  | −3,7 29.10.12 | −5,5 30.11.10 | −14,9 20.12.09 | −14,9 2009 |
| Record de chaleur (°C) date du record | 16,4 01.01.23  | 19,4 25.02.21  | 24,4 31.03.21  | 29 28.04.12   | 32,5 29.05.17 | 36,6 30.06.19 | 37,5 25.07.19 | 38 07.08.15  | 32,2 15.09.20 | 29,4 13.10.23 | 21,2 02.11.20 | 18,1 31.12.22  | 38 2015    |
| Précipitations (mm)                   | 42,5           | 41,5           | 43,2           | 41,5          | 80            | 66,9          | 60,4          | 72,5         | 43,8          | 56,7          | 47,6          | 55,6           | 652,2      |

| Diagramme climatique                                  |            |           |             |            |              |              |              |              |           |            |            |
| J                                                     | F          | M         | A           | M          | J            | J            | A            | S            | O         | N          | D          |
| 4,5042,5                                              | 5,80,341,5 | 10,6343,2 | 16,46,941,5 | 19,710,280 | 23,713,866,9 | 25,915,560,4 | 24,714,872,5 | 20,911,543,8 | 15,1856,7 | 8,73,947,6 | 5,20,955,6 |
| Moyennes : • Temp. maxi et mini °C • Précipitation mm |            |           |             |            |              |              |              |              |           |            |            |

Les paramètres climatiques de la commune ont été estimés pour le milieu du siècle (2041-2070) selon différents scénarios d'émission de gaz à effet de serre à partir des nouvelles projections climatiques de référence DRIAS-2020. Ils sont consultables sur un site dédié publié par Météo-France en novembre 2022.

## Urbanisme

### Typologie
Au 1er janvier 2024, Mommenheim est catégorisée bourg rural, selon la nouvelle grille communale de densité à sept niveaux définie par l'Insee en 2022.
Elle est située hors unité urbaine. Par ailleurs la commune fait partie de l'aire d'attraction de Strasbourg (partie française), dont elle est une commune de la couronne,. Cette aire, qui regroupe 268 communes, est catégorisée dans les aires de 700 000 habitants ou plus (hors Paris),.

### Occupation des sols
L'occupation des sols de la commune, telle qu'elle ressort de la base de données européenne d’occupation biophysique des sols Corine Land Cover (CLC), est marquée par l'importance des territoires agricoles (73,5 % en 2018), en diminution par rapport à 1990 (81,6 %). La répartition détaillée en 2018 est la suivante : terres arables (44 %), prairies (21,6 %), zones urbanisées (12,9 %), zones agricoles hétérogènes (7,9 %), forêts (7,8 %), zones industrielles ou commerciales et réseaux de communication (5,8 %). L'évolution de l’occupation des sols de la commune et de ses infrastructures peut être observée sur les différentes représentations cartographiques du territoire : la carte de Cassini (XVIIIe siècle), la carte d'état-major (1820-1866) et les cartes ou photos aériennes de l'IGN pour la période actuelle (1950 à aujourd'hui).

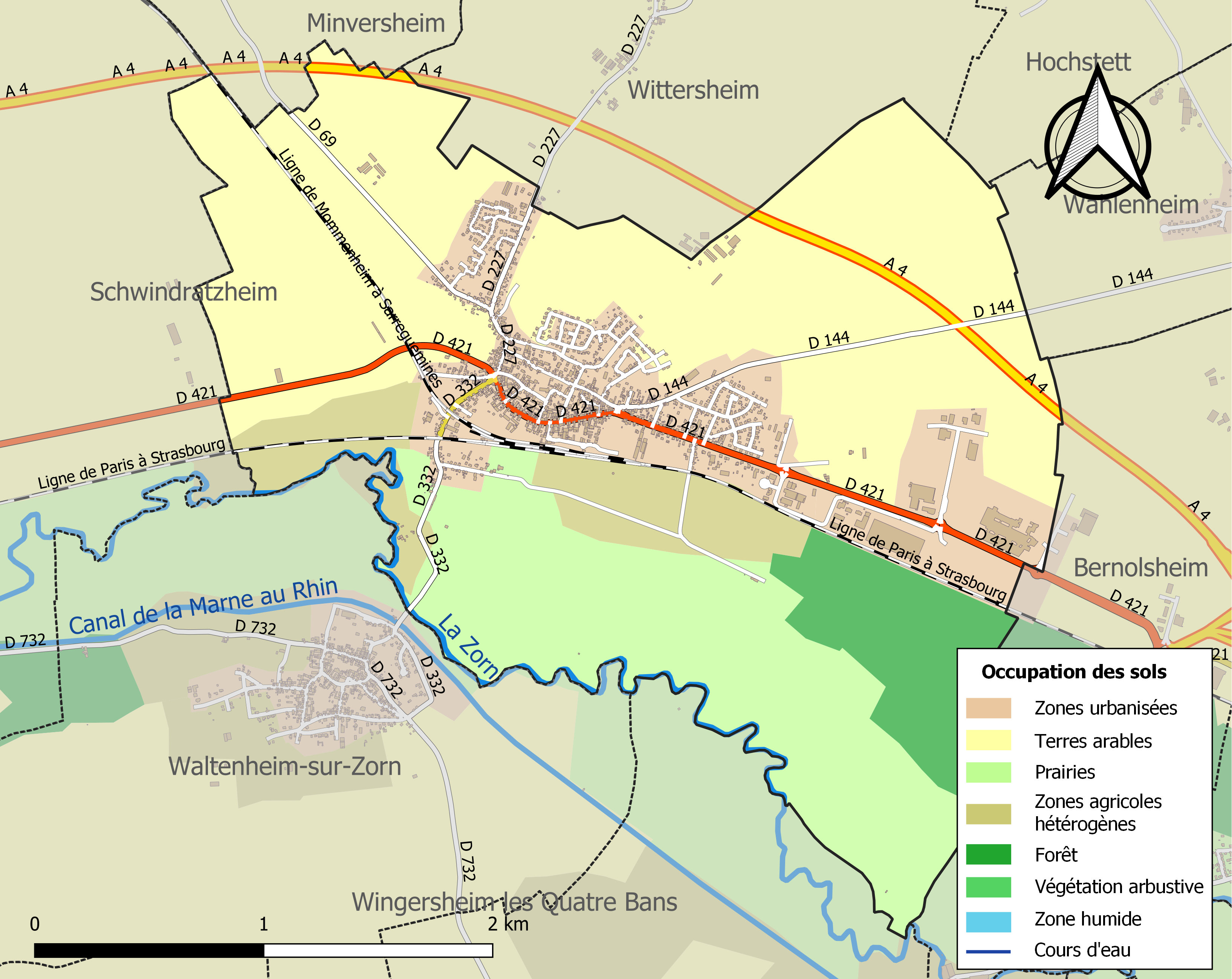
Carte des infrastructures et de l'occupation des sols de la commune en 2018 (CLC).

## Toponymie
La première mention écrite de Mommenheim remonte au milieu Xe siècle, sous le nom de Mumlen. En 953, l´empereur Otto I. donnait ses biens  à l´abbaye de Lorsch (Regesta Imperii II, 232). Mommenheim a été un village d'empire (relevant alors du bailliage de Haguenau) sous le Saint-Empire romain germanique.

## Histoire
La commune fut épargnée par l'occupation suédoise durant la Guerre de Trente ans.
En 1733, le village est en grande partie détruit par un incendie d'envergure, alimenté entre autres, par de multiples granges à foin se trouvant dans la commune.
En 1850, la gare de Mommenheim est construite, elle se trouve sur le chemin de la ligne Strasbourg-Sarrebourg, inaugurée l'année suivante.
La ligne reliant Mommenheim et Sarreguemines est inaugurée en 1895.
En 1898, le premier corps de sapeurs pompiers de la commune voit le jour.
En 1871, Mommenheim est rattaché à l'Allemagne en même temps que l'Alsace et la Moselle.
Durant la Première Guerre mondiale, en 1917, les cloches du villages font servir à la fabrication de munitions.
Mommenheim est libéré le 22 novembre 1944.
Après la Seconde Guerre mondiale, la communauté juive, représentant jusqu'à un tiers de la population du village en 1898 (24 familles), est drastiquement réduite.

## Politique et administration

### Jumelages
La ville de Mommenheim est jumelée avec :
- Vimbuch (Allemagne) depuis 2004. En 1973, Vimbuch a été rattaché à Bühl dans le cadre des réformes des communes allemandes et est ainsi devenu un 'quartier' de la ville. Le serment de jumelage a été signé en 2004 à VIMBUCH en Allemagne, lors des festivités pour les 850 ans d’existence du village

## Population et société

### Démographie
L'évolution du nombre d'habitants est connue à travers les recensements de la population effectués dans la commune depuis 1793. Pour les communes de moins de 10 000 habitants, une enquête de recensement portant sur toute la population est réalisée tous les cinq ans, les populations de référence des années intermédiaires étant quant à elles estimées par interpolation ou extrapolation. Pour la commune, le premier recensement exhaustif entrant dans le cadre du nouveau dispositif a été réalisé en 2005.

En 2022, la commune comptait 2 251 habitants, en évolution de +24,02 % par rapport à 2016 (Bas-Rhin : +3,17 %, France hors Mayotte : +2,11 %).
| 1793 | 1800 | 1806 | 1821  | 1831  | 1836  | 1841  | 1846  | 1851  |
| ---- | ---- | ---- | ----- | ----- | ----- | ----- | ----- | ----- |
| 721  | 780  | 881  | 1 186 | 1 267 | 1 402 | 1 280 | 1 341 | 1 411 |

| 1856  | 1861  | 1866  | 1871  | 1875  | 1880  | 1885  | 1890  | 1895  |
| ----- | ----- | ----- | ----- | ----- | ----- | ----- | ----- | ----- |
| 1 272 | 1 223 | 1 226 | 1 163 | 1 087 | 1 151 | 1 105 | 1 068 | 1 137 |

| 1900  | 1905  | 1910  | 1921  | 1926  | 1931  | 1936  | 1946  | 1954  |
| ----- | ----- | ----- | ----- | ----- | ----- | ----- | ----- | ----- |
| 1 160 | 1 180 | 1 150 | 1 086 | 1 172 | 1 158 | 1 229 | 1 214 | 1 180 |

| 1962  | 1968  | 1975  | 1982  | 1990  | 1999  | 2005  | 2006  | 2010  |
| ----- | ----- | ----- | ----- | ----- | ----- | ----- | ----- | ----- |
| 1 315 | 1 410 | 1 602 | 1 621 | 1 702 | 1 751 | 1 813 | 1 803 | 1 768 |

| 2015  | 2020  | 2022  | - | - | - | - | - | - |
| ----- | ----- | ----- | - | - | - | - | - | - |
| 1 793 | 2 241 | 2 251 | - | - | - | - | - | - |

## Culture locale et patrimoine

### Lieux et monuments
- Moulin à eau de 1698.
- Église paroissiale Saint-Maurice[34].

- Synagogue de 1904 et cimetière des juifs[35],[36],[37].
- Gare de Mommenheim.

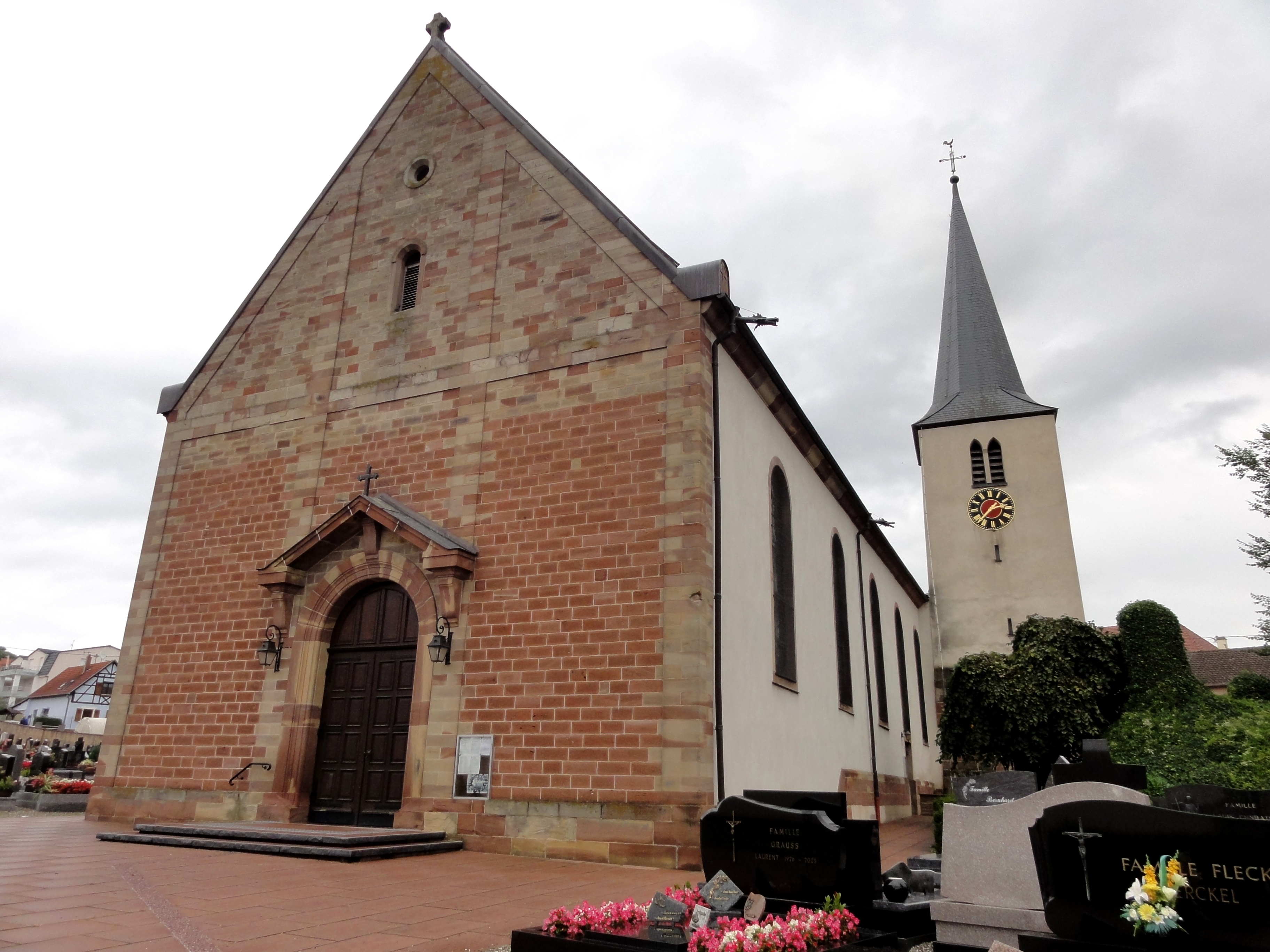
Église Saint-Maurice.
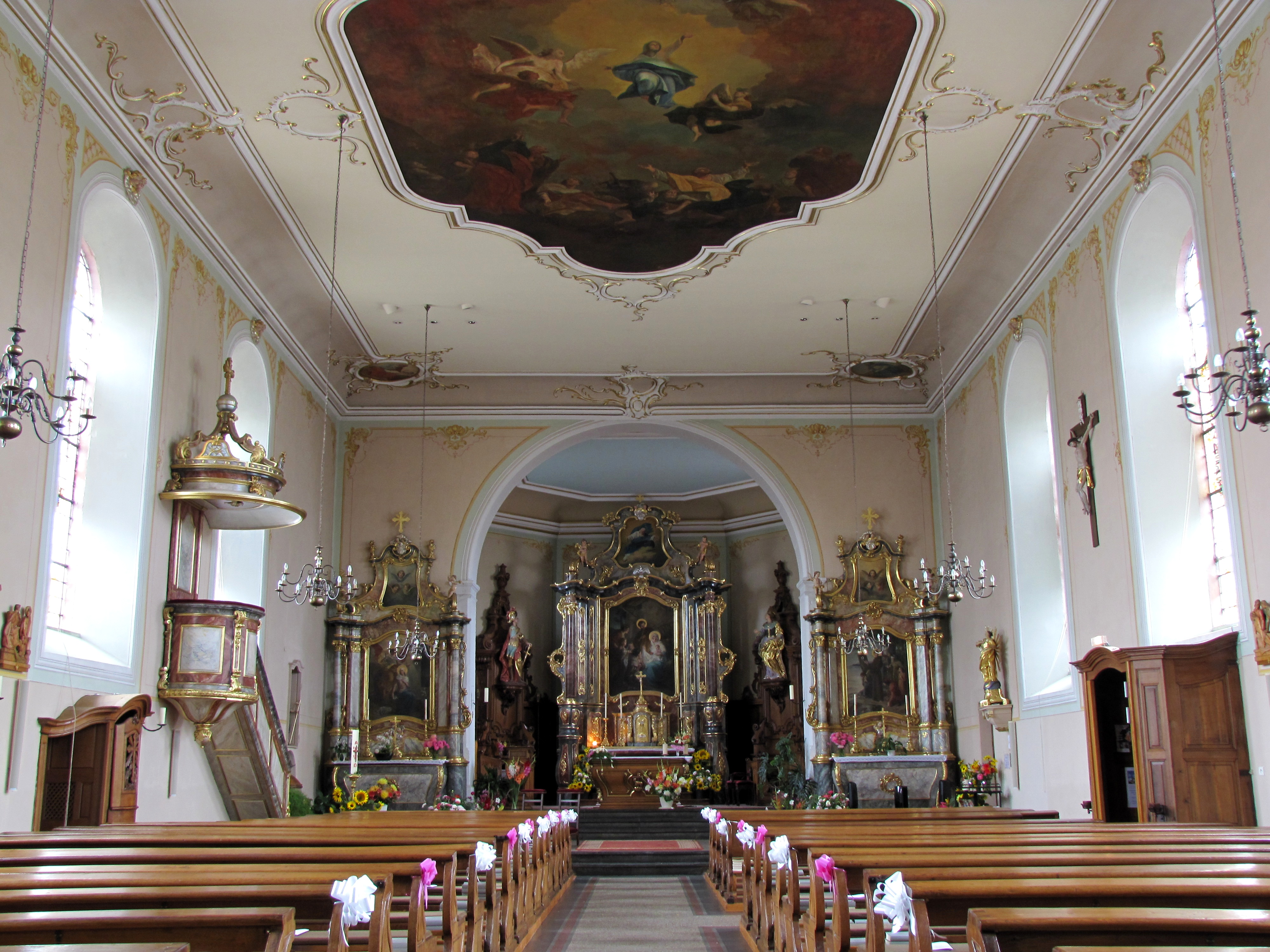
Vue intérieure de la nef vers le chœur.
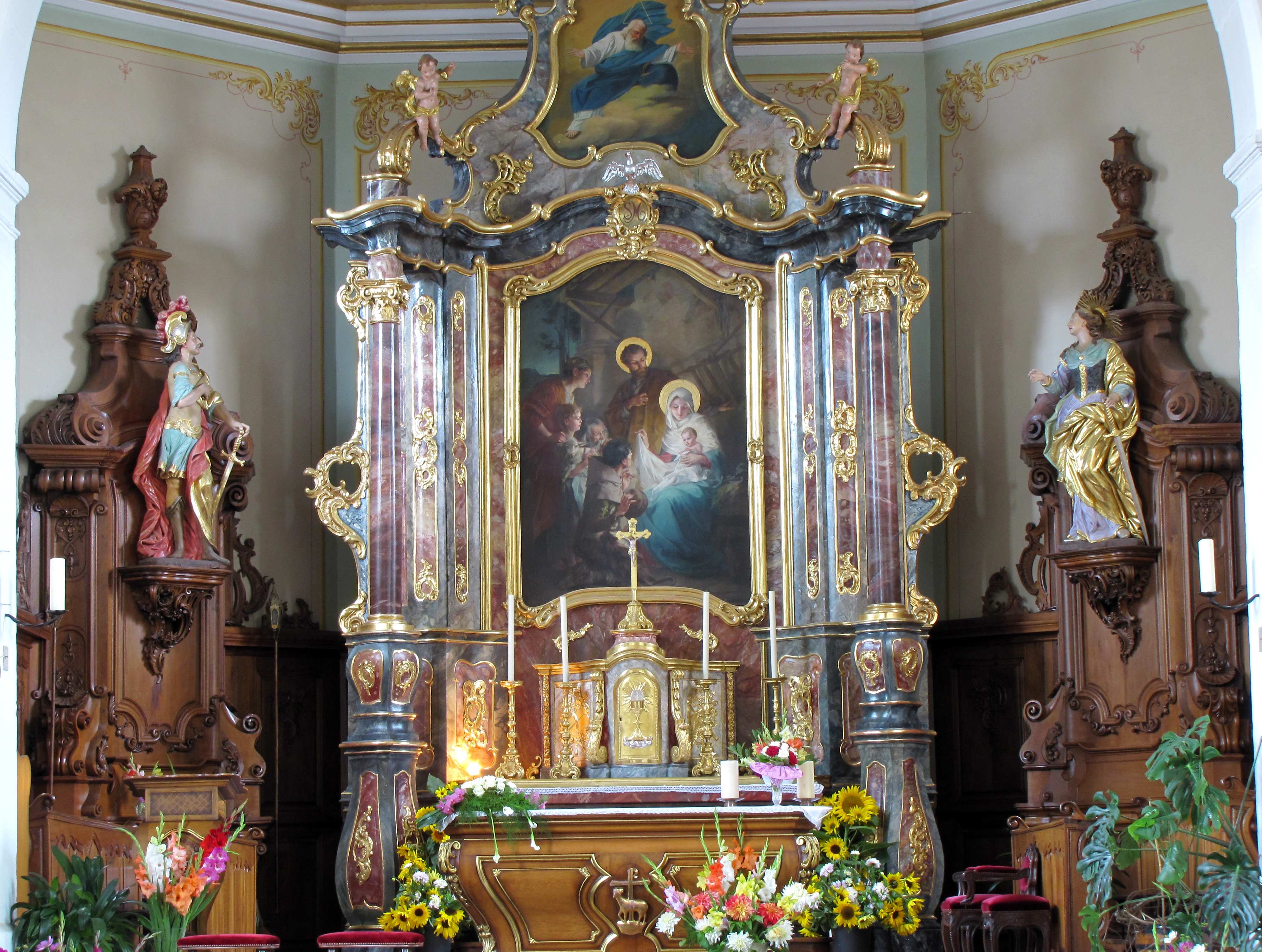
Maître-autel (XVIIIe-XIXe).
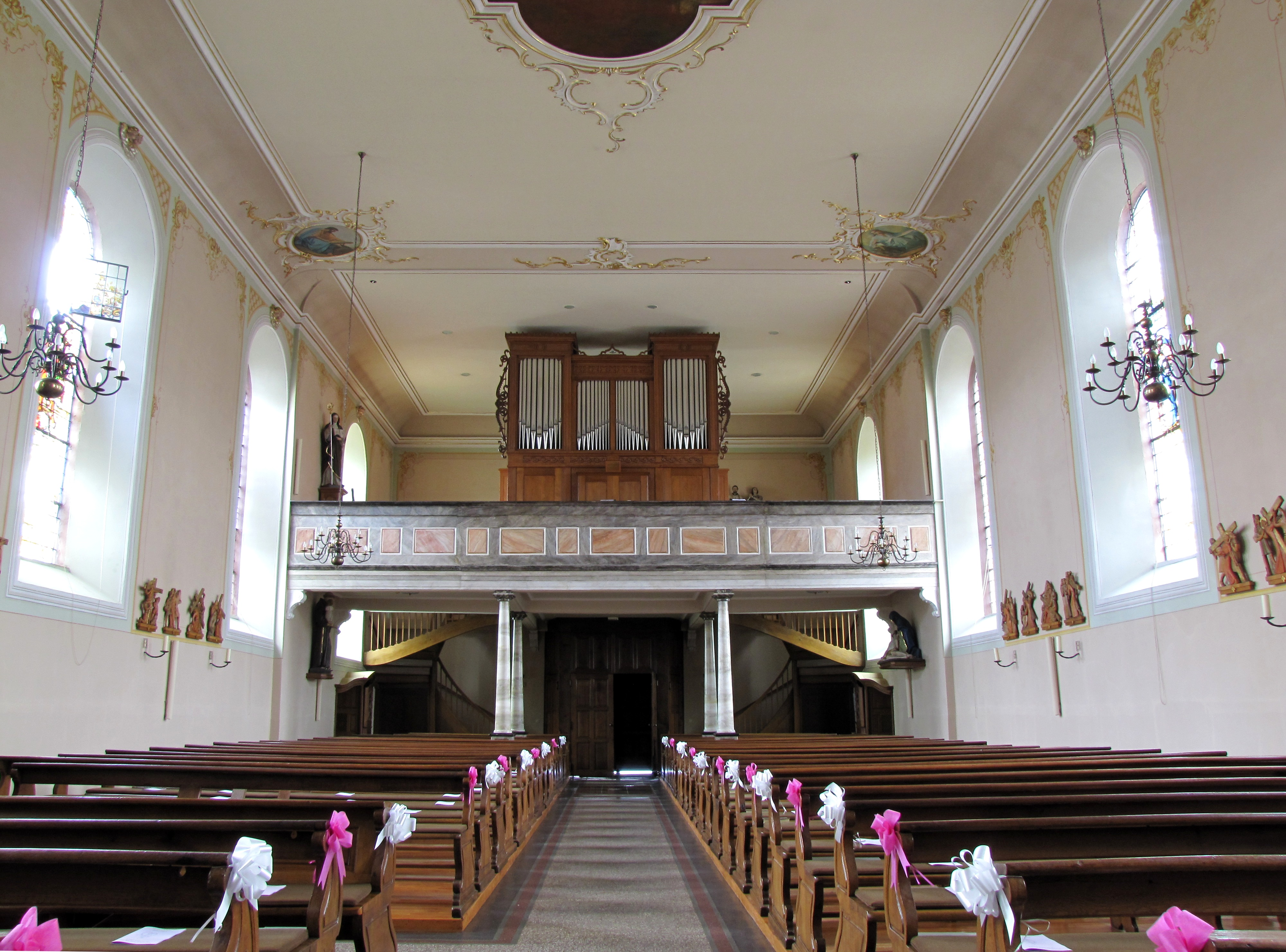
Vue intérieure de la nef vers la tribune de l'orgue Stiehr (1856).

### Villages disparus autour de Mommenheim
- Frankolvisheim, voir Schwindratzheim.
- Blieningen. Ce village a disparu lors du Moyen Âge, à une date inconnue. Il se situait entre Mommenheim et Wahlenheim au lieu-dit « Bluehning ». Ne doit pas être confondu avec le village disparu de Blieningen à Mackwiller.
- Heingenheim. Ce lieu apparait en l'an 804 sous le nom de Heinheim. Le lieu-dit Heinenmatten qui se situe à 1,5 km au nord-ouest de Mommenheim, entre le Minversheimerbach et la voie ferrée, dérive sans doute de Heingenheim. Durant le XIIIe siècle, sur le finage de Mommenheim, apparaissent en effet les lieux-dits suivants : Heingenheim im Loch, Heingenheim Bach, Heingenheim Feld.

### Personnalités liées à la commune
- Zadoc Kahn (1839-1905), fut grand rabbin de France de 1889 à sa mort en 1905.
- Joseph Wiener, né à  Mommenheim le 13 novembre 1870 et déporté de France vers Auschwitz où il meurt, en 1943. Il était le grand rabbin de Belgique.
- Léonard Specht, né le 16 avril 1954 à Mommenheim. Footballeur (défenseur), a joué au Racing Club de Strasbourg et au Football Club des Girondins de Bordeaux. Il a également été sélectionné 18 fois en équipe de France A (1 but). Il a été nommé président du Racing Club de Strasbourg en juin 2009, succédant à Philippe Ginestet, démissionnaire. Le 12 août 2009, lors d'un conseil d'administration extraordinaire, il annonce sa démission du RC Strasbourg.

### Héraldique
| Blason de Mommenheim | Blason  | De gueules à la croix d'argent. |
| Blason de Mommenheim | Détails |                                 |